# 분쟁해결기구
WTO 분쟁해결기구(紛爭解決機構, WTO DSB: WTO Dispute Settlement Body)는 세계 무역 기구의 분쟁해결기구이다. WTO 설립협정의 해석과 적용에 관한 분쟁을 최종적으로 해결하는 기관이다.
WTO 일반이사회는 DSU에 규정된 분쟁해결기구로서의 의무를 수행하기 위하여 필요할 때마다 개최된다. 즉, WTO 일반이사회가 분쟁해결을 위해 개최되면 그것이 WTO DSB이다. 자체적인 의장을 둘 수 있고, 자체 규정을 제정할 수 있다.

## 총의
DSB는 모든 회원국의 대표로 구성된다. 그러나 1947 GATT 이래의 관행으로, DSB에는 참여하고 싶은 국가만 참여한다. DSB의 의사결정은 총의에 의하기 때문에, 불참한 국가는 반대의 의사표시를 하지 않은 것으로 이해되기 때문에, 회원국이 모두 참여해야 할 필요는 없다. 1947 GATT에서도 총의에 의했다.
WTO 설립협정 등의 법률해석에 관해서는, 분쟁이 발생하기 전에는, 회원국의 유권해석 요청에 의해, WTO 일반이사회가 3/4의 다수결로 유권해석한다. 그런데 분쟁이 발생한 후에는, DSB에서 총의로 법률해석을 한다. 따라서, 이해당사국은 이 두가지 절차의 차이를 자신에게 유리하게 이용할 수 있다.

## 역총의
1994년 미국에 의해 우루과이 라운드에서 국제 무역의 분쟁해결절차에서의 의사결정수단으로 도입되었다. 이전의 GATT 체제에서는, 국제무역의 분쟁해결을 위해 패널 보고서가 작성되어도, 분쟁의 양 당사국의 동의를 포함한 총의에 의해서 그 패널보고서를 채택하였기 때문에, 그 채택이 상당히 지연되거나 거부되는 경우가 많았다. 이를 시정하기 위해서, WTO에서는 총의로 패널 보고서를 거부하지 않는 한 채택이 되도록 하였다. 즉, 역총의제를 도입하였다.
즉, WTO는 패널 설치, 패널 보고서 채택, 항소기구 보고서 채택을 역총의에 의한다. 이것은 WTO가 성취한 가장 급진적인 개혁이다. 즉, DSB가 패널 보고서를 채택하지 않는 것이 사실상 불가능하게 함으로써, 분쟁해결의 최종결정권이 DSB에서 패널로 사실상 이전되게 하였다.이는 WTO 분쟁해결절차의 사법성을 고양시켜주고 있다.

## 같이 보기
- 세계무역기구
- 관세 무역 일반 협정(GATT)
- WTO 패널
- WTO 항소기구